# Camptocrossa acrocausta
Camptocrossa acrocausta är en fjärilsart som beskrevs av Turner 1944. Camptocrossa acrocausta ingår i släktet Camptocrossa och familjen nattflyn. Inga underarter finns listade i Catalogue of Life.